# Adler Planetarium
Le planétarium Adler (Adler Planetarium and Astronomy Museum) est un musée scientifique américain situé au 1300 S. Lake Shore Drive, dans la ville de Chicago (États-Unis). Ouvert au public en 1930, il s'agit du premier planétarium du continent américain.

## Historique
Le planétarium Adler a été fondé par le philanthrope Max Adler, avec l'aide de Philip Fox, qui fut aussi le premier directeur de l'établissement. Il se trouve près de l'Aquarium John G. Shedd et du Field Museum of Natural History sur le Museum Campus, le long du littoral du Lac Michigan. Il fut classé National Historic Landmark en 1987. Aujourd'hui, le bâtiment offre aux visiteurs des expositions sur 3 300 m2 : ses collections comprennent d'anciens instruments astronomiques, des livres anciens, etc.

## Photographies

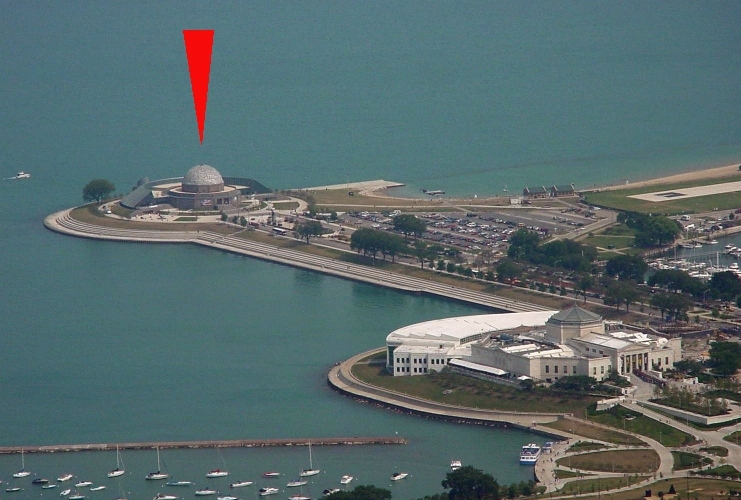
Le planétarium, sur la rive du lac Michigan.
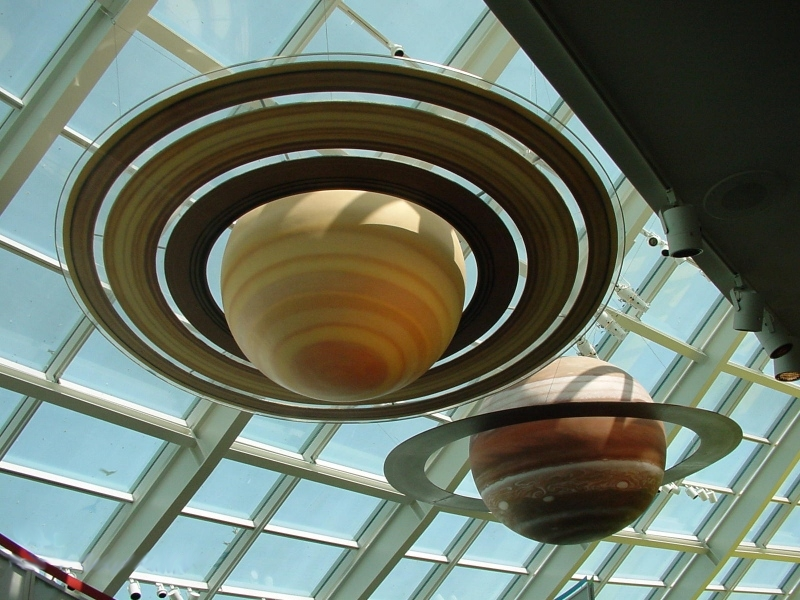
Maquettes de Saturne et Jupiter.
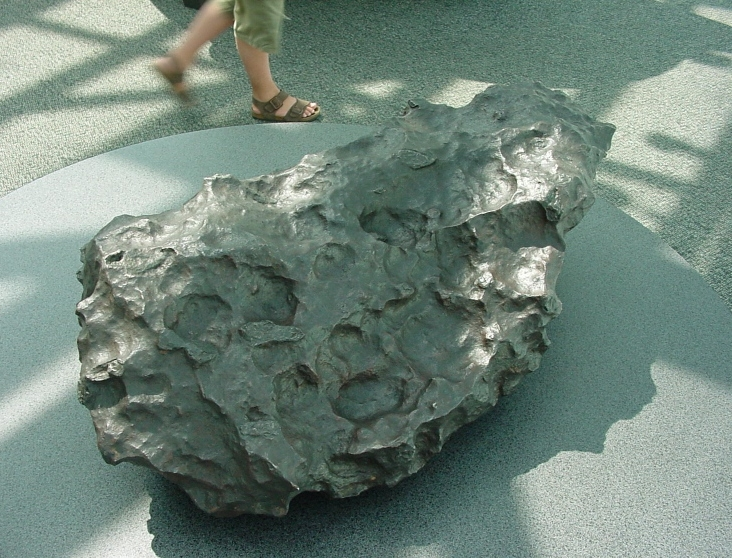
Météorite
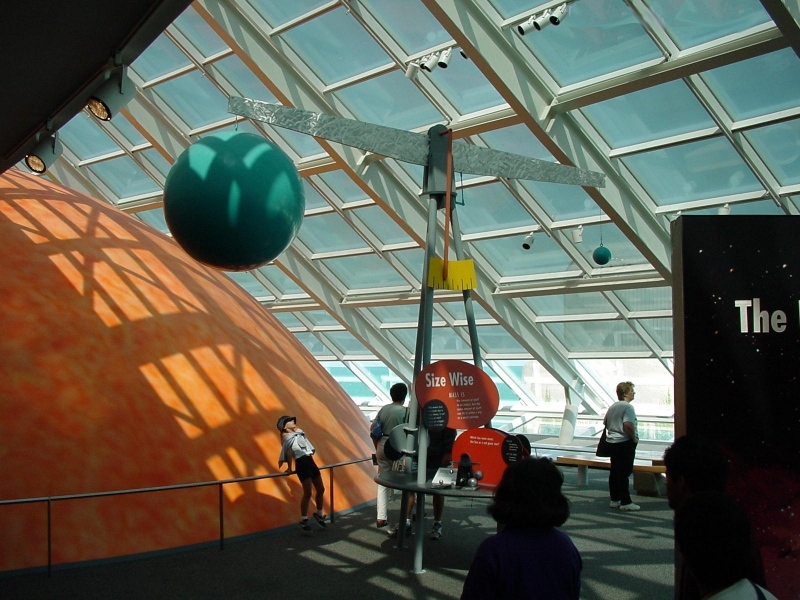
Le Soleil dans la galerie.
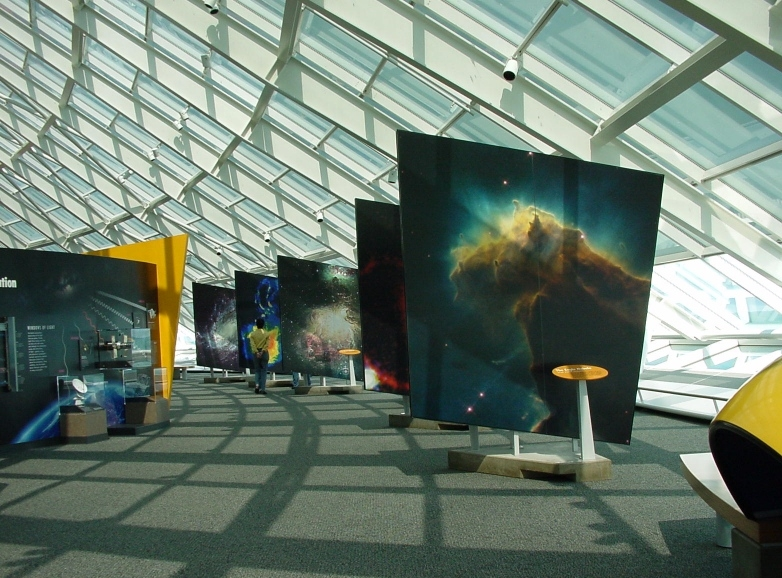
Exposition sous la coupole.
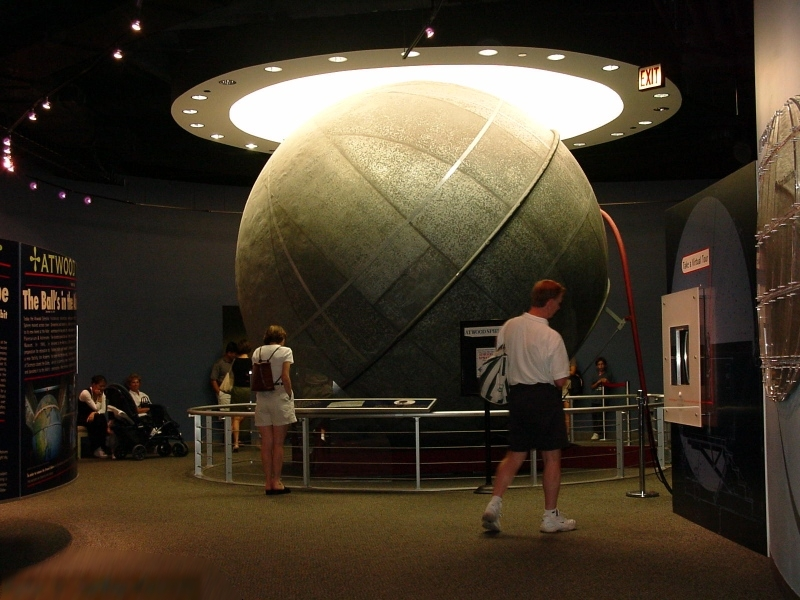
La sphère céleste.
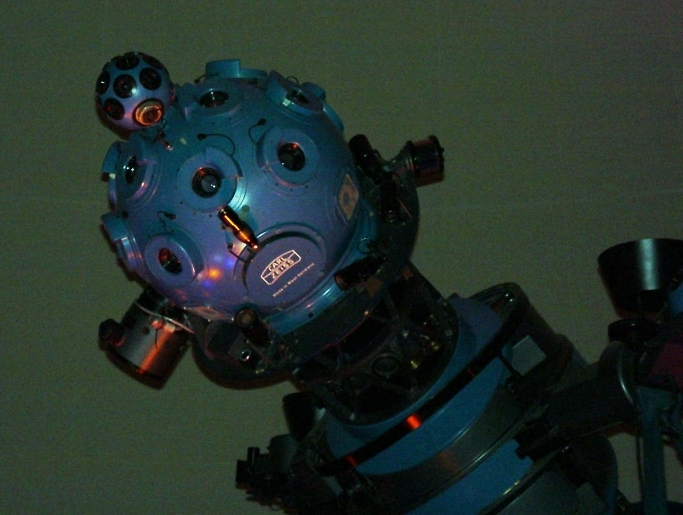
Projecteur
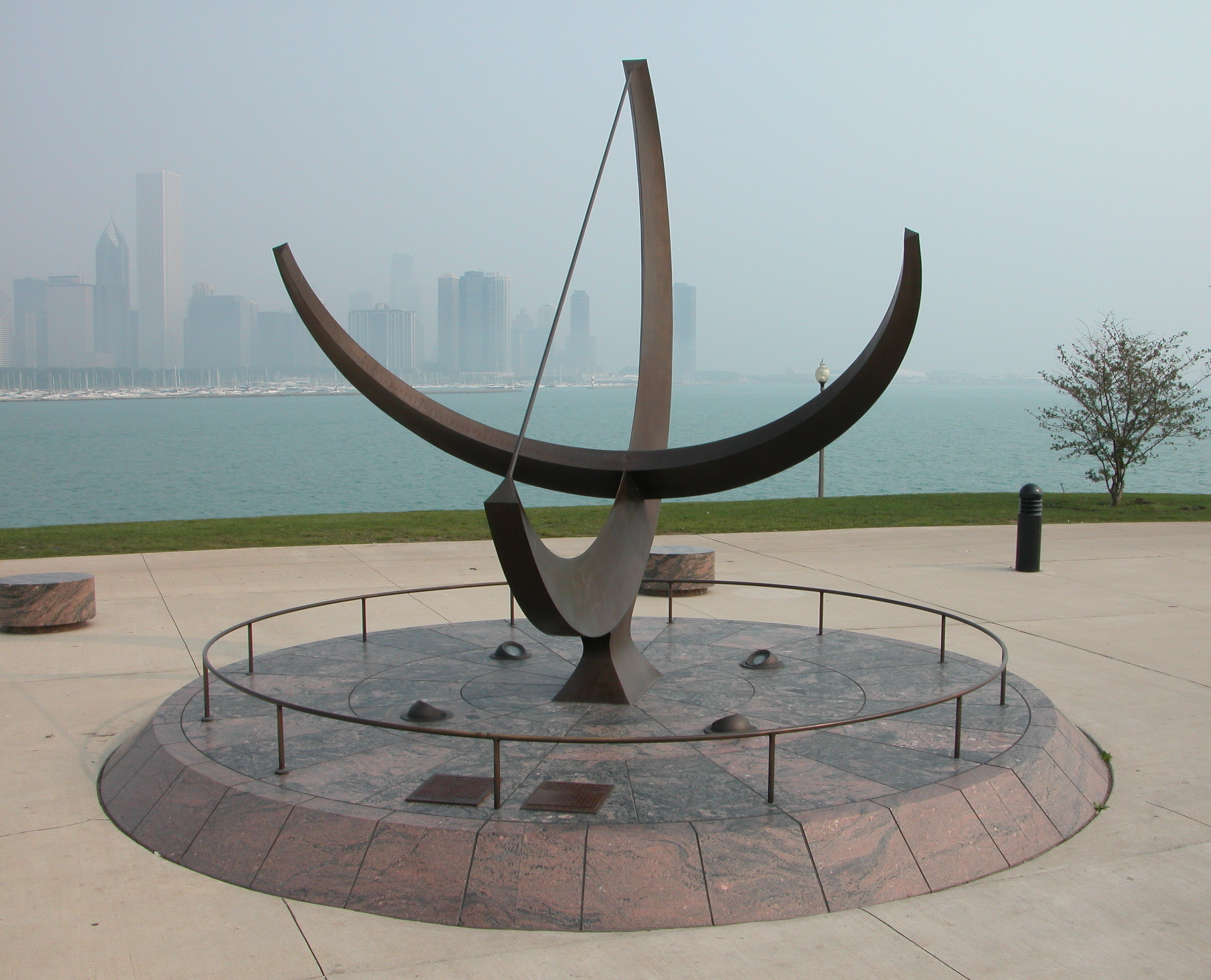
Man Enters the Cosmos (Cadran solaire).